# Peter Larsson
Peter Nils-Gösta Larsson (Nässjö, Suecia, 8 de marzo de 1961) es un exfutbolista sueco, se desempeñaba como defensa.

## Clubes
| Club          | País         | Año       | Partidos | Goles |
| ------------- | ------------ | --------- | -------- | ----- |
| IF Hallby     | Suecia       | 1977-1981 | 86       | 25    |
| Halmstads BK  | Suecia       | 1982-1983 | 44       | 6     |
| IFK Göteborg  | Suecia       | 1984-1987 | 86       | 8     |
| AFC Ajax      | Países Bajos | 1987-1991 | 58       | 4     |
| AIK Solna     | Suecia       | 1991-1993 | 76       | 0     |
| Korsnäs IF FK | Suecia       | 1994      | ¿?       | ¿?    |
| Falu BS       | Suecia       | 1997-1998 | ¿?       | ¿?    |

- Datos: Q941611
- Multimedia: Peter Larsson (footballer born 1961) / Q941611